# Back to the Heavyweight Jam
Back To The Heavyweight Jam (с англ. — «Возвращение в тяжёлый джем») — шестой студийный альбом группы Scooter, вышедший 27 сентября 1999 года. Две композиции с альбома вышли в качестве отдельных синглов — «Faster Harder Scooter» и «Fuck The Millennium».
Back To The Heavyweight Jam резко контрастирует с предыдущими альбомами коллектива своей клубной направленностью и жёстким звучанием, где ярко выражены стили Техно и Хард-транс. Несмотря на это, в конце года была выпущена дополнительная версия, Limited Edition, с неизданными би-сайдами и ремиксами.

## Песни
- В песне «Fuck The Millennium» (только в сингловой версии) были использованы семплы из песни Билли Вона «Wheels».
- В композиции «Kashmir» были использованы семплы из трека Blancmange — «Living On The Ceiling».
- В композиции «Main Floor» были использованы семплы из трека Art Of Trance — «Madagascar»[1]
- «Fuck The Millennium» был одной из самых популярных мелодий в канун празднования нового, 2000-го года, который вовсе не был началом нового тысячелетия. Поэтому-то трек и назван таким «непочтительным» образом.[2]
- В песне «Faster Harder Scooter» были использованы семплы 1995 г из трекa «Come On» Axis.
- В композиции «Well Done, Peter» были использованы семплы 1999 г из трекa «Embargo!» Embargo.
- В трекe «The Revolution» были использованы семплы 1999 из трекa «Who Do I Care» Hermen.

## Список композиций
Музыка, слова, аранжировка — Эйч Пи Бакстер, Рик Джордан, Аксель Кун, Йенс Теле. Текст — Эйч Пи Бакстер.
1. Keyser Soze (1:12) (Кайзер Зоце[англ.])
2. Watch Out (4:15) (Гляди в оба)
3. Faster Harder Scooter (3:47) (Быстрее Тяжелее Скутер)
4. Well Done, Peter (3:55) (Молодчина, Петер)
5. Fuck The Millenium (4:28) (Еб*л я этот миллениум)
6. The Revolution (4:04) (Революция)
7. Psycho (5:05) (Психо)
8. The Learning Process (4:55) (Учебный процесс)
9. I’ll Put You On The Guestlist (5:11) (Я внесу тебя в список гостей)
10. Main Floor (5:35) (Нижний этаж)
11. Kashmir (4:44) (Кашмир)
12. No Release (6:16) (Без освобождения)

### Back To The Heavyweight Jam — Limited Edition
1. Fuck the Millenium (Single) (4:11)) (Еб*л я этот миллениум) (Сингловая Версия)
2. Dutch Christmas (4:31) (Голландское Рождество)
3. Waiting For The Spring + Let Me Be Your Valentine (live) (8:21) (В ожидании весны + Я хочу быть твоей второй половиной)
4. The Age Of Love live (3:38) (Эра Любви)
5. No Fate live (4:47) (Не судьба)

### Back To The Heavyweight Jam (Japanese Version)
Bonus
1. FasterHarderScooter — P.K.G. Mix (4:27)
2. FasterHarderScooter — P.K.G. Phat Jam Mix (4:45)
3. Call Me Mañana  — P.K.G. Mix (4:45)

### Back To The Heavyweight Jam Sampler in Promofolder
1. Fuck The Millennium (1:37)
2. FasterHarderScooter (1:17)
3. Well Done Peter (1:13)
4. I’ll Put You On The Guestlist (1:57)
5. Psycho (1:29)
6. The Learning Process (1:28)
7. The Revolutions (1:27)
8. Main Floor (1:51)
9. Kashmir (1:35)
10. Nu Release (1:27)

## Награды и места в чартах
«Back To The Heavyweight Jam» попал в хит-парады 9 европейских стран, получил 3 золотых записи. Ниже представлены награды и достижения альбома в чартах.
- Венгрия —  Золото, 1
- Швеция —  Золото, 5
- Германия —  Золото, 7
- Эстония — 1
- Финляндия — 3
- Чехия — 5
- Австрия — 7
- Швейцария — 25
- Норвегия — 35

## Синглы
В качестве синглов вышли 2 композиции с альбома, — «Faster Harder Scooter» и «Fuck The Millennium». Последний в сингловой версии кардинально отличался от альбомной.
| Название                     | Трек-лист | Награды |
| ---------------------------- | --- | --- |
| Faster Harder Scooter (1999) | 1. «Faster Harder Scooter» (03:42) 2. «Faster Harder Scooter (Full Length)» (04:24) 3. «Faster Harder Scooter (Club Mix)» (05:21) 4. «Faster Harder Scooter (Sunbeam Remix)» (09:23) 5. «Faster Harder Scooter (Signum Remix)» (07:20) FasterHarderScooter Limited edition 1. «FasterHarderScooter» (3:42) 2. «FasterHarderScooter — Full Length» (4:24) 3. «FasterHarderScooter — Club mix» (5:21) 4. «Monolake» (4:21) 5. «FasterHarderScooter — Video» CD single (2-track) 1. «FasterHarderScooter» (3:42) 2. «FasterHarderScooter — Signum Remix» (7:20) | - Польша — 1 - Финляндия — 2 - Швеция — , 3 - Молдавия — 3 - Чехия — 3 - Латвия — 5 - Словакия — 5 - Германия — 7 - Эстония — 7 - Румыния — 10 - Норвегия — 15 - Бельгия — 16 - Ирландия — 16 - Литва — 17 - Швейцария — 20 - Австрия — 24 - Дания — 25 |
| Fuck The Millennium (1999)   | 1. «Fuck The Millennium» (Radio Version) (03:58) 2. «Fuck The Millennium» (Extended Version) (05:16) 3. «New Year`s Day» (06:39) CD single (2-track) 1. «Fuck The Millennium» (3:58) 2. «New Year’s Day» (6:39) | - Швеция — , 3 - Бельгия — 3 - Молдавия — 3 - Германия — 11 - Австрия — 15 - Дания — 20 - Швейцария — 61 |